# City Lights (Blanche)
City Lights è un singolo della cantante belga Blanche, pubblicato l'8 marzo 2017 su etichetta PIAS Recordings.

## Descrizione
La canzone è stata scritta da Pierre Dumoulin insieme a Blanche.
Nel novembre 2016 l'artista è stata selezionata per partecipare all'Eurovision Song Contest 2017 in programma per il mese di maggio a Kiev in Ucraina, in rappresentanza del Belgio. Il brano City Lights è stato invece ufficialmente presentato il 7 marzo 2017. Il brano ha partecipato alla prima semifinale tenutasi il 9 maggio 2017, giungendo in quarta posizione e qualificandosi così per la finale, al termine della quale ha conquistato il quarto posto complessivo con 363 punti.

## Video musicale
Il videoclip vede la cantante camminare in un ampio edificio in cemento, nel quale sta volando un globo luminoso. Il video è stato girato al Collège Christ-Roi di Ottignies-Louvain-la-Neuve in Belgio utilizzando un drone per le riprese aeree.

## Tracce
Testi di Blanche e Pierre Dumoulin, musiche di Emmanuel Delcourt e Pierre Dumoulin.
Download digitale
1. City Lights – 2:54

Download digitale – Acoustic
1. City Lights (Acoustic) – 2:43

## Formazione
- Blanche – voce
- Tim Bran – produzione, missaggio

## Classifiche

### Classifiche settimanali
| Classifica (2017) | Posizione massima |
| ----------------- | ----------------- |
| Austria           | 14                |
| Belgio (Fiandre)  | 1                 |
| Belgio (Vallonia) | 2                 |
| Germania          | 38                |
| Paesi Bassi       | 39                |
| Polonia           | 23                |
| Portogallo        | 49                |
| Svezia            | 18                |
| Svizzera          | 24                |

### Classifiche di fine anno
| Classifica (2017) | Posizione |
| ----------------- | --------- |
| Belgio (Fiandre)  | 6         |
| Belgio (Vallonia) | 20        |